# Meryn
Meryn är en ursprungligen polsk adlig ätt.
Den kan beläggas i Hinterpommern på 1400-talet. Landshövdingen i Kexholms län och översten för Tavastehus regemente Bernt Meryn naturaliserades som svensk adelsman 1668 och introducerades som adlig ätt 736. Dennes söner upphöjdes till friherrlig värdighet som ätt nummer 92 på svenska riddarhuset. En av sönerna, Josef Meryn upphöjdes 1696 till grevlig värdighet och introducerades som nummer 43.